# Гурфінкель Аркадій Костянтинович
Арка́дій Костянти́нович Гурфі́нкель (близько 1898, Кам'янець-Подільський — ?) — скрипаль.

## Біографічні відомості
Аркадій Гурфінкель закінчив Кам'янець-Подільську музичну школу, відкриту 1903 року Тадеєм Ганицьким. 
У цій школі також навчався, по класу альта, батько Аркадія — Костянтин Гурфінкель, після чого працював у Кам'янці-Подільському як хоровий диригент у клубах, військових частинах, керував струнним оркестром і деякий час працював у музичній школі по класу скрипки. 
Закінчила школу Ганицького, по класу фортепіано, і сестра Аркадія — Діна Гурфінкель. Далі вона навчалася в Московському музичному технікумі по класу фортепіано в Олени Фабіянівни Гнесіної, а по класу віолончелі — в професора Семена Матвійовича Козолупова. Загинула 1914 року під час Першої світової війни .
Аркадій Гурфінкель закінчив Московську консерваторію. Після цього аж до виходу на пенсію працював у симфонічному оркестрі Державного академічного Большого театру в Москві. Був концертмейстером групи перших скрипок.